# Edgars Rinkēvičs
Edgars Rinkēvičs (sinh ngày 21 tháng 9 năm 1973) là một chính khách và quan chức người Latvia, ông hiện giữ chức Tổng thống Latvia thứ 11 từ năm 2023. Ông từng giữ chức Bộ trưởng Ngoại giao Latvia từ năm 2011 đến năm 2023. Sau khi nhậm chức tổng thống, Rinkēvičs trở thành nguyên thủ quốc gia đồng tính công khai đầu tiên ở một quốc gia thuộc Liên minh châu Âu.

## Đầu đời và giáo dục
Rinkēvičs được giáo dục tại trường trung học ở Jūrmala, trước khi hoàn thành bằng cử nhân Lịch sử và Triết học (1995) tại Đại học Latvia. Sau đó, ông nhận bằng thạc sĩ khoa học chính trị năm 1997, sau đó là bằng thạc sĩ khác tại Đại học Groningen ở Hà Lan.